# Service control point
Un punto de control de servicio o SCP (del inglés Service control point), es un componente de las redes inteligentes de los sistemas de telefonía, el cual tiene como función el control de los servicios. 
Los SCP actualmente están configurados para usar tecnología SS7, SIGTRAN o SIP. Cuando una llamada es recibida, el SCP consulta al SDP (punto de datos del servicio o service data point), que alberga la base de datos y directorio. Con la información proporcionada el SCP identifica geográficamente el número al cual la llamada debe ser destinada. 
El SCP también puede comunicar con un periférico inteligente (IP) para hacer sonar mensajes de voz o mostrar información al usuario, tales como pueden ser las llamadas de larga distancia utilizando código de cuenta. Esto se realiza implementado códigos especiales como la almohadilla (#), que son utilizados para indicar el final de la introducción de datos por el usuario (usuario o contraseña) o también para la redirección de llamadas. 
Los SCP están conectados ya sea con los SSP o los STP. Estos dependen del tiempo de arquitectura de red que el proveedor de servicio de red desea, comúnmente es conectándose a los STP.